# Cerquilho (kommun)
Cerquilho är en kommun i Brasilien.   Den ligger i delstaten São Paulo, i den sydöstra delen av landet, 800 km söder om huvudstaden Brasília. Antalet invånare är 39 649.
Följande samhällen finns i Cerquilho:
- Cerquilho

Omgivningarna runt Cerquilho är en mosaik av jordbruksmark och naturlig växtlighet. Runt Cerquilho är det ganska tätbefolkat, med 166 invånare per kvadratkilometer.